# Susana Mazza
Susana Mazza es una veterana de la Argentina, que durante la guerra de Malvinas formó parte del grupo de seis mujeres que en junio de 1982 se presentaron como voluntarias para ir a trabajar al Hospital Militar Malvinas, de Puerto Argentino.
En la ocasión,las seis mujeres vestidas con uniforme de combate camuflado verde, se subieron a un avión de línea en el aeroparque Jorge Newbery en Buenos Aires para ir a Río Gallegos. Luego serían trasladadas hasta el puerto marítimo de "Punta Quilla" en un helicóptero Bell 212 del Ejército, y desde allí, en otro helicóptero sanitario SH-3 "Sea King", de la Armada, hasta el Buque Hospital ARA Almirante Irízar que ese momento navegaba en alta mar.
Durante el conflicto de 1982, Mazza se desempeñó como instrumentista quirúrgica a bordo del ARA Almirante Irízar, dejando a una hija de seis años al momento de alistarse. 
Cuando regresó de la guerra, continuó trabajando en el Hospital militar.

## Condecoraciones y homenajes
- En virtud de la resolución nacional 1.438/12 del Ministerio de Defensa, el 19 de noviembre de 2012 le fue otorgado un Reconocimiento por su labor desempeñada en el Conflicto Armado del Atlántico Sur, junto a otras 15 excombatientes de Malvinas del sexo femenino[7]

- El 14 de marzo de 2013 recibió la  Medalla al Valor.[1][8]